# Academia de Cinema de Skopje
A Academia de Cinema de Skopje, também denominada Academia de Cinema Europeu (Evropska Filmska Akademija) ou ESRA Skopje, é uma escola de cinema na cidade de Escópia, na Macedônia do Norte.
Foi fundada em 2007 pelo grupo francês ESRA (Ecole Supérieure de Réalisation Audiovisuelle).
Manoel de Oliveira foi professor honorário nesta instituição.